# Kalkmagerrasen bei Ottbergen und Bruchhausen
Das Naturschutzgebiet (NSG) Kalkmagerrasen bei Ottbergen und Bruchhausen befindet sich im Kreis Höxter in Nordrhein-Westfalen. Das aus sieben Teilgebieten bestehende 113 ha große NSG mit der Schlüssel-Nummer HX-075 wurde im Jahr 1988 ausgewiesen. Es liegt überwiegend auf dem Gebiet der Stadt Höxter, ein kleiner Bereich im südöstlichen Teil gehört zur Stadt Beverungen. Die sieben Teilgebiete liegen zwischen Hembsen, einem Ortsteil der Stadt Brakel, und Amelunxen, einem Ortsteil der Stadt Beverungen. Vier Teilgebiete liegen nördlich und drei südlich von Ottbergen, von Bruchhausen, der B 64 und der Nethe, eines linken Zuflusses der Weser. Ein rund 13 km langen Rundwanderweg erschließt das NSG für Wanderer.

## Beschreibung
Auf den Teilflächen des NSG befinden sich Biotopkomplexe mit meist verschiedenen  sehr artenreiche Grünland Bereichen und kleinere Waldbereichen in exponierten Hang- und Kuppenlagen. Es gibt Bereiche mit Orchideen-Kalk-Buchenwald und Waldmeister-Buchenwald vor. Den Wert des NSG machen Wacholderbestände in Zwergstrauchheiden, Halbtrockenrasen, Magerrasen und Magergrünland aus. Auch Fettweiden und brachgefallenes Grünland kommt vor. An weiteren mosaikartigen verbindenden Strukturelementen und Lebensräumen finden sich Kalk-Buchenwald und Nadelholzbestände. Auch Gebüsche und Obstweiden kommen vor. Es gibt Rinder- und Schafbeweidung auf dem Grünland.
Eine Vielzahl von seltenen und geschützten Pflanzenarten befinden sich im NSG. Auch mehrere seltene Orchideen- und Enzian-Arten sind zu finden.
Es kommen Gebüschbrüter wie Neuntöter und Dorngrasmücke im Schutzgebiet vor. Auch zahlreiche Schmetterlingsarten wie Kleiner Sonnenröschen-Bläuling kommen vor.

## FFH-Gebiet Kalkmagerrasen bei Ottbergen
2004 wurde das Fauna-Flora-Habitat (FFH) Kalkmagerrasen bei Ottbergen (DE-4221-302) mit 77 ha Fläche ausgewiesen. Dazu gehören nur drei der sieben Teilflächen vom Naturschutzgebiet und das Naturschutzgebiet Stockberg.